# دیپ تات ( کامپیوتر شطرنج)
دیپ تات (Deep Thought) کامپیوتری بود که برای بازی شطرنج طراحی شده بود. ابتدا در دانشگاه کارنگی ملون و سپس در آی‌بی‌ام توسعه یافت. این کامپیوتر، دومین از نسل کامپیوترهای شطرنج بود که توسط فنگ هسیونگ هسو ساخته شد، که با چیپست شروع و در دیپ بلو اوج گرفت. علاوه بر هسو، تیم دیپ تات شامل توماس آنانتارامان، مایک براون، موری کمپبل و آندریاس نواتزیک بود. دیپ تات در سال ۱۹۸۸ با شکست بنت لارسن اولین کامپیوتری شد که توانست استاد بزرگی را در یک بازی مسابقات معمولی شکست دهد. اما در هر دو بازی با گری کاسپاروف در سال ۱۹۸۹ و همچنین در یک مسابقه مکاتبه ای با مایکل والوو به راحتی شکست خورد.
نام آن برگرفته از یک کامپیوتر خیالی در سری داگلاس آدامز، (راهنمای مسافران مجانی کهکشان) است. نامگذاری کامپیوترهای شطرنج در همین راستا با دیپ بلو، دیپ فریتز و … ادامه یافته‌است.
دیپ تات در سال ۱۹۸۸ قهرمان شطرنج کامپیوتری آمریکای شمالی و در سال ۱۹۸۹ قهرمان جهان شطرنج کامپیوتری شد و رتبه آن طبق فدراسیون شطرنج ایالات متحده آمریکا، ۲۵۵۱ بود. در سال ۱۹۹۴، دیپ تات ۲، با برآورد نزدیک به ۲۶۰۰ در رتبه‌بندی جهانی، برای پنجمین بار قهرمان شطرنج کامپیوتری آمریکای شمالی شد و توسط آی‌بی‌ام حمایت مالی گردید. برخی از مهندسانی که دیپ تات را طراحی کردند در طراحی دیپ تات ۲ نیز همکاری کردند. الگوریتم‌های آن توابع ارزیابی بسیار ساده ای بودند، اما دیپ تات می‌توانست نیم میلیارد موقعیت شطرنج را در هریک از حرکات هر بازی بررسی کند، که برای رسیدن به عمق ۱۰ یا ۱۱ حرکت جلوتر در موقعیت‌های پیچیده، کافی است. با وجود آن، با استفاده از تکنیک اکستنشن‌های تکی، می‌توانست الگویی از حرکات اجباری را دنبال کند که به اعماق بیشتری دست یافت که زمانی راهی برای کیش و مات در ۱۸ حرکت را پیدا کرد.